# Ribeira Sacra (vino)
Ribeira Sacra es una denominación de origen establecida en 1996, a la que se acogen viñedos localizados en la zona del mismo nombre, en las provincias de Lugo y Orense, en Galicia.
Está dividida en cinco subzonas: Amandi, Chantada, Quiroga-Bibei, Riberas del Miño y Riberas del Sil.
La DOP Ribeira Sacra obtuvo su registro ante la Unión Europea el 14 de abril de 2004. También cuenta con registro ante la Organización Mundial de la Propiedad Intelectual desde 22 de junio de 2021.

## Consejo regulador
El Consejo Regulador de la Ribeira Sacra tiene tres cometidos esenciales: garantizar el origen del producto, asegurar la calidad del mismo y promocionar los vinos producidos al amparo de la denominación de origen (D.O.).

## Variedades
Las variedades usadas en su elaboración son: 
- Blancas: godello, albariño, loureira, treixadura, torrontés, branco lexítimo, caíño branco y dona branca.
- Negras: mencía, brancellao o alvarello, merenzao, garnacha tintorera, sousón, caíño tinto, caíño bravo, caíño longo, tempranillo, gran negro y mouratón.

## Producción
En el año 2005 ya había registradas 99 bodegas con un total de 1.2141 Hectáreas de viñedos con una producción 4.698.000 kg de uvas, de los que 4.461.532 kg eran de la variedad de uva mencía y el resto repartido entre las variedades tintas merenzao, brancellao, sousón, caiño tinto y tempranillo como preferentes y como autorizadas mouratón y garnacha tintorera y las blancas godello, loureira, treixadura, dona branca, albariño y torrentés. La cantidad de vino producido está alrededor de 45.000 Hectolitros de tinto y 5.000 de blanco.

## Entorno
El amparo de los ríos aporta un microclima a la Ribeira Sacra, que con la orientación sur de las pronunciadas laderas favorecen la correcta maduración que las uvas necesitan para la elaboración de unos vinos que en ya en época de los romanos eran descritos como Oro líquido del Sil.

## Delimitación geográfica
- Subzona de Amandi:
  - Monforte de Lemos: parroquia de Marcelle.
  - Sober: parroquias de Doade, Amandi, Lobios, Pinol, Santiorxo, Barantes, Bolmente, San Martiño de Anllo y, de la parroquia de Anllo, los lugares situados en la cuenca del Sil.
- Subzona de Chantada:
  - Puertomarín: parroquias de Puertomarín, Sabadelle, Fiz de Rozas, León y Vilarbasín.
  - Taboada: parroquias de Sobrecedo, Castelo, San Xián de Insua, Insua, Mourulle y Xián.
  - Chantada: parroquias de Pedrafita, Pesqueiras, San Fiz de Asma, Belesar, Líncora, Camporramiro, Santiago de Arriba, A Sariña, Nogueira de Miño y Sabadelle.
  - Carballedo: parroquias de Erbedeiro, Chouzán, A Cova, Oleiros e Temes.
  - La Peroja: parroquias de San Xes da Peroxa, Graíces, Carracedo, Celaguantes, Beacán, Os Peares y, en la parroquia de Vilarrubín, el lugar de O Souto.
- Subzona de Quiroga-Bibei:
  - Monforte de Lemos: parroquia de Rozavales.
  - Puebla del Brollón: parroquias de Vilachá y Barxa de Lor.
  - Quiroga: parroquias de Quintá de Lor, Nocedo, Quiroga, A Ermida, O Hospital, Fisteus, Sequeiros, Bendollo, Bendilló, Montefurado, Vilanuíde, Paradaseca, Vilaster, A Enciñeira y Augas Mestas.
  - Ribas de Sil: parroquias de Nogueira, Peites, Piñeira, Rairos, Ribas de Sil, Soutordei y Torbeo.
  - Puebla de Trives: parroquias de Barrio, Mendoia, Piñeiro, Sobrado y Navea.
  - Manzaneda: parroquias de Cesuris, Reigada, San Miguel de Bidueira, Soutipedre, Manzaneda y San Martiño de Manzaneda.
  - Río: parroquia de Cerdeira.
- Subzona de Ribeiras do Miño:
  - Paradela: parroquias de Loio, As Cortes, San Martiño de Castro, San Facundo de Ribas de Miño, Castro, Santalla de Paradela, Aldosende, A Laxe y San Vicente de Paradela.
  - Saviñao: parroquias de Reiriz, Segán, San Vitoiro de Ribas de Miño, Rebordaos, Santo Estevo de Ribas de Miño, Diomondi, Mourelos, Rosende, A Cova y Fión.
  - Pantón: parroquias de Ribeiras de Miño, Vilar de Ortelle, Atán, Pombeiro, Acedre, Espasantes, Frontón, Siós, Cangas, Toldaos, Moreda, Pantón, Deade, Castillón y Ferreira de Pantón.
  - Sober: Rosende, Vilaescura, Canaval, Proendos, Neiras y, en la parroquia de Anllo, los lugares situados en la cuenca del río Cabe.
  - Monforte de Lemos: parroquias de Moreda y Seoane.
- Subzona de Ribeiras do Sil:
  - La Teijeira: parroquias de Cristosende, Lumeares, Abeleda y Fontao.
  - Parada de Sil: parroquias de San Lourenzo de Barxacova, Sacardebois, Parada de Sil y Chandrexa.
  - Castro Caldelas: parroquias de Alais, Paradela, San Paio de Abeleda, Santa Tegra de Abeleda, Tronceda y Castro Caldelas.
  - Nogueira de Ramuín: parroquias de Viñoás, A Carballeira y Moura.